# 3194 Dorsey
3194 Dorsey è un asteroide della fascia principale. Scoperto nel 1982, presenta un'orbita caratterizzata da un semiasse maggiore pari a 3,0091821 UA e da un'eccentricità di 0,1041882, inclinata di 10,95813° rispetto all'eclittica.